# El Piñero (kommunhuvudort)
El Piñero är en ort i Spanien. Den ligger i provinsen Provincia de Zamora och regionen Kastilien och Leon, i den centrala delen av landet, 190 km nordväst om huvudstaden Madrid. El Piñero ligger 746 meter över havet och antalet invånare är 278.
Terrängen runt El Piñero är platt. Runt El Piñero är det glesbefolkat, med 13 invånare per kvadratkilometer. Närmaste större samhälle är Corrales, 11,4 km väster om El Piñero. Trakten runt El Piñero består till största delen av jordbruksmark.